# Жарсьё
Жарсьё (фр. Jarcieu) — коммуна во Франции, находится в регионе Рона — Альпы. Департамент коммуны — Изер. Входит в состав кантона Борепер. Округ коммуны — Вьенн.
Код INSEE коммуны — 38198. Население коммуны на 1999 год составляло 780 человек. Населённый пункт находится на высоте от 205 до 248 метров над уровнем моря. Муниципалитет расположен на расстоянии около 440 км юго-восточнее Парижа, 50 км южнее Лиона, 65 км западнее Гренобля. Мэр коммуны — Patrick Durand, мандат действует на протяжении 2001-2008 гг.
Динамика населения (INSEE):
?—2008: Source mairie):